# Tomasz Markowski (szachista)
Tomasz Markowski (ur. 30 lipca 1975 w Głogowie) – polski szachista, arcymistrz od 1998 roku.

## Kariera szachowa
W 1993 roku po raz pierwszy awansował do finału indywidualnych mistrzostw Polski oraz zdobył tytuł mistrza Polski w szachach szybkich i błyskawicznych. Od tego czasu należał do ścisłej czołówki polskich szachistów, wielokrotnie startując w finałach mistrzostw Polski, w których zdobył 8 medali: 5 złotych (1993, 1998, 1999, 2003, 2007), srebrny (2000) i 2 brązowe (1995, 2002). Pięciokrotnie zdobył złote medale drużynowego mistrza Polski, w barwach klubu KSz Stilon Gorzów Wielkopolski (1998) oraz czterokrotnie w barwach klubu Polonia Plus GSM Warszawa (2002, 2003, 2004, 2005).
Wielokrotnie reprezentował Polskę w rozgrywkach drużynowych, m.in.: pięciokrotnie na olimpiadach szachowych (w latach 1994, 1996, 1998, 2000, 2002) oraz czterokrotnie na drużynowych mistrzostwach Europy (w latach 1999, 2001, 2003, 2005), w 2005 r. zdobywając złoty medal za indywidualny wynik na V szachownicy.
W 2000 roku zdobył brązowy medal na indywidualnych mistrzostwach Europy w Saint-Vincent. Dwukrotnie zajął pierwsze miejsce na międzynarodowych turniejach w Genewie (w 1995 i 2000 roku). W roku 2001 podzielił II miejsce w otwartym turnieju w Biel. W 2003 r. zajął III miejsce w silnie obsadzonym turnieju na Bermudach (za Giovannim Vescovim i Piotrem Swidlerem). W 2004 r. podzielił IV miejsce w otwartym turnieju Aerofłot Open w Moskwie, natomiast w 2007 r. zdobył w Warszawie tytuł wicemistrza Europy w szachach szybkich (w finale przegrywając z Aleksiejem Aleksandrowem). W 2008 r. zwyciężył w Neustadt an der Weinstrasse. W 2011 r. podzielił I m. (wspólnie z Dariuszem Świerczem) w rozegranym w Warszawie memoriale Mieczysława Najdorfa.
Najwyższy ranking w dotychczasowej karierze osiągnął 1 września 2009 r., z wynikiem 2632 punktów zajmował wówczas 4. miejsce wśród polskich szachistów.